# Peter Hansen-Nord
 Der er for få eller ingen kildehenvisninger i denne artikel, hvilket er et problem. Du kan hjælpe ved at angive troværdige kilder til de påstande, som fremføres i artiklen.

Peter Hansen-Nord (født 7. juli 1947 i Holbæk - død 4. juli 2017) var en dansk politiker og godsejer, der repræsenterede Venstre i Ringstedkredsen (Vestsjællands Amtskreds) i Folketinget fra 1990 til 2001.
Hansen-Nord blev landbrugsuddannet i 1965 og blev løjtnant af reserven i Gardehusarregimentet i 1969. Han har siden 1974 drevet eget landbrug, og siden 1981 været godsejer (tidligere ejer af Adamshøj, nuværende ejer af Svinningegård). 1995 blev han hofjægermester og 14. februar 2001 Ridder af Dannebrog.
Han har haft en række tillidsposter indenfor landbruget, bl.a. som medlem af De Danske Landboforeningers bestyrelse 1988-1992. I 1988 blev han opstillet som Venstres kandidat i Ringstedkredsen, og blev valgt ved valget 12. december 1990. Han var medlem frem til 20. november 2001.